# Joseph Édouard de La Motte-Rouge
Joseph Édouard de La Motte-Rouge (Pléneuf-Val-André, 3 febbraio 1804 – Hénansal, 29 gennaio 1883) è stato un generale francese.

## Biografia
Joseph Édouard de La Motte-Rouge nacque a Pléneuf-Val-André, nel dipartimento francese della Côtes-du-Nord, il 3 febbraio 1804, da Joseph Marie de La Motte-Rouge, signore di La Motte-Rouge, e di sua moglie Agathe Julie de La Motte de La Guyomarais.
Intrapresa la carriera militare, si formò presso la scuola militare di Saint-Cyr dal 1819 al 1821. Fu destinato come luogotenente inferiore del 22º Battaglione di fanteria di linea nella spedizione di Spagna del 1823, ove rimase ferito. Successivamente partecipò ai combattimenti di La Coruña e di San Sebastián, e fece parte delle forze d'occupazione a Madrid fino al 1825.
Nel 1830 prese parte alla rivoluzione belga, combattendo agli ordini del maresciallo Étienne Maurice Gérard e partecipando ai combattimenti contro il Regno d'Olanda che terminarono con la prea di Anversa del dicembre del 1832, venendo promosso capitano.
Il 12 aprile 1840 sposò Clémentine Marie Pocquet de Livonnière.
Successivamente venne nominato generale di brigata poco tempo il dopo il colpo di Stato in Francia del 1851 che a portò al potere Luigi Napoleone. Ferito a Varna durante la guerra di Crimea del 1853-1856, prese parte alla battaglia dell'Alma, distinguendosi poi nella battaglia di Inkerman. Promosso generale di divisione nel giugno 1855, ottenne il comando della 2ª Divisione dell'Armata d'Oriente, distinguendosi ancora nella battaglia di Traktir.
Fu comandante della 15ª Divisione militare a Nantes, della 1ª Divisione del 2º Corpo d'armata comandato dal generale Patrice de Mac Mahon, col quale combatté la seconda guerra d'indipendenza italiana del 1859. La sua divisione partecipò alla battaglia di Turbigo ed alla battaglia di Magenta, combattute rispettivamente il 3 e il 4 giugno 1859. Lo stesso corpo militare ebbe un ruolo fondamentale nella battaglia di Solferino e San Martino del 24 giugno 1859.
Joseph Edouard svolse anche attività politica divenendo candidato alle elezioni della circoscrizione della Côtes-du-Nord del
1869.
Prese parte quindi alla battaglia di Sedan del 1870 ottenendo il comando della 15ª Divisione militare e poi dell'Armée de la Loire. Ottenuto il governatorato di Orléans il 6 ottobre 1870, fu costretto a lasciare la città pochi giorni dopo il suo insediamento, l'11 ottobre, a seguito della sconfitta contro i prussiani, venendo immediatamente destituito e rimpiazzato dal generale Louis d'Aurelle de Paladines.
Morì nel suo castello de la Motte a Hénansal, il 29 gennaio 1883. Due anni dopo la sua morte, la città di Nantes gli intitolò il ponte "Général-de-la-Motte-Rouge".